# Amanita phalloides
A Amanita phalloides, conhecida em português pelo nome comum de cicuta verde, chapéu-da-morte ou rebenta-bois, é uma espécie de cogumelo altamente venenosa que pode causar a morte se eventualmente consumida. A espécie é originária da Europa, mas pode também ser encontrada nas Américas, Austrália e Ásia. A A. phalloides habita florestas, normalmente junto de carvalhos, nogueiras e/ou coníferas.
A toxicidade tem origem em três tipos de toxinas presentes nesta espécie: falotoxinas, virotoxinas e amatoxinas, em particular a alfa-amanitina, que é responsável pela maioria dos danos provocados. Estas toxinas atacam o fígado e rins e provocam muitos danos, frequentemente irreversíveis, antes do aparecimento dos primeiros sintomas. O único tratamento possível na maioria dos casos é um transplante de fígado. Calcula-se que apenas 50g de Amanita phalloides sejam suficientes para provocar a morte de um ser humano adulto, e que a espécie seja responsável por 90% dos envenenamentos por cogumelos anuais.
As Amanitas são seres pertencentes ao reino Fungi, que não apresentam actividade fotossintética, obtendo os seus nutrientes através de matéria orgânica em decomposição. No seu ciclo de vida forma-se um fruto que contém numerosos esporos (elementos reprodutivos). Estes fungos são basidiomicetos e por isso produzem basidiósporos (esporos), que levam à formação do fruto (basidiocarpo), vulgarmente designado por cogumelo.
As espécies do género Amanita mais perigosas (A. verna, A. virosa e A. phalloides) representam cerca de 90% dos casos fatais de envenenamentos por cogumelos. Mas nenhum cogumelo é mais temido do que a Amanita phalloides.
A maioria das mortes resulta das semelhanças notáveis da Amanita phalloides com o Volvariella volvacea, um cogumelo inofensivo, comestível e muito saboroso que é apreciado como petisco gastronómico.

## Taxonomia
Amanita phalloides é a espécie-tipo da seção Phalloideae, dentro do gênero Amanita, um grupo que contém todas as espécies mortais de amanitas até agora identificadas. As mais notáveis delas são as espécies conhecidas como "anjos destruidores", nomeadamente A. virosa e A. bisporigera, bem como A. verna. O termo "anjo destruidor" tem sido às vezes aplicado a A. phalloides, mas "death cap" é de longe o nome popular mais comum usado em língua inglesa. Outros nomes comuns também listados incluem "stinking amanita", e "deadly amanita".

## Toxicocinética
Após a ingestão de cogumelos desta espécie começam a desenvolver-se sintomas que aparecem 8 a 12 horas depois. A morte pode ocorrer em 7 a 10 dias, em 10 a 15% dos doentes. Normalmente, as vítimas sucumbem por falência hepática.
A intoxicação apresenta 3 fases. Numa primeira etapa (6 a 24 horas depois da ingestão) aparecem os primeiros sintomas, que incluem náusea, vómitos, diarreia severa, febre, taquicardia, hipoglicemia, hipotensão e desequilíbrio dos electrólitos, com distúrbio ácido-base.
Na segunda fase (24 a 48 horas depois) surgem os sintomas gastrintestinais e deterioração das funções hepática e renal.
Na terceira fase (3 a 5 dias depois da ingestão) ocorre dano hepatocelular e falha renal, que pode evoluir para falha hepática severa em alguns casos. Surgem problemas de cardiomiopatias e coagulopatias.
O dano no fígado é irreversível, sendo nos casos mais graves necessário recorrer ao transplante hepático. Nos casos fatais, a morte dá-se em 6 a 16 dias e resulta de falha hepática e/ou renal.
As alterações nos sinais vitais decorrentes da intoxicação incluem choque hipovolémico durante a fase gastrintestinal e colapso cardiovascular, que pode acompanhar o dano hepático severo. Podem ocorrer alterações na coagulação.
Nos doentes em coma hepático surgem situações de hipoventilação.
Em nível neurológico, os sinais que revelam a falha hepática incluem encefalopatia, sonolência, coma e tonturas.
Os sinais de icterícia surgem 3 a 4 dias após a ingestão e são acompanhados de hepatomegalia.
A função genito-urinária é muitas vezes afectada, sendo que a anúria acompanha com frequência o doente com falha hepática terminal.
Em nível endócrino, situações de acidose metabólica, acidose láctica, desidratação, desequilíbrio electrolítico, hipocaliemia, hiponatremia, hipocloremia e hipoglicemia são frequentes, sendo mais pronunciados em diferentes fases da evolução da intoxicação.
Na mulher grávida, o feto pode desenvolver uma hepatite tóxica.

## Comunicação do Risco
A Amanita phalloides é a espécie de cogumelos mais tóxica do mundo. Na sua constituição encontram-se imensas toxinas responsáveis por graves lesões no organismo.
O perigo de intoxicação é mais elevado nas zonas geográficas de predominância do cogumelo. Nessas zonas uma vez encontrados, a sua presença deve ser publicitada para reduzir o risco de tragédias.
É vital educar as comunidades para a necessidade de cuidados particulares no consumo de cogumelos. Estes devem ser adquiridos em locais credíveis e com indicação precisa da edibilidade do produto.
Os problemas ocorrem, normalmente, pela confusão com outras espécies de cogumelos (comestíveis), derivada do hábito de colher cogumelos selvagens.
Certos estigmas existentes na população conduzem a crenças não sustentadas. Não é verdade que as espécies de cogumelos que nascem junto às árvores sejam todas comestíveis e que os cogumelos venenosos tenham todos aspecto, cheiro ou sabor pouco apetecível.
Pelo grande número de toxinas presentes, torna-se difícil a procura de um tratamento específico para as intoxicações por esta espécie. Assim, normalmente, apenas se recorre ao carvão activado e a terapia não farmacológica para resolver as intoxicações em fase inicial. Nos casos mais graves pode ser necessário recorrer a transplante hepático.

## Galeria

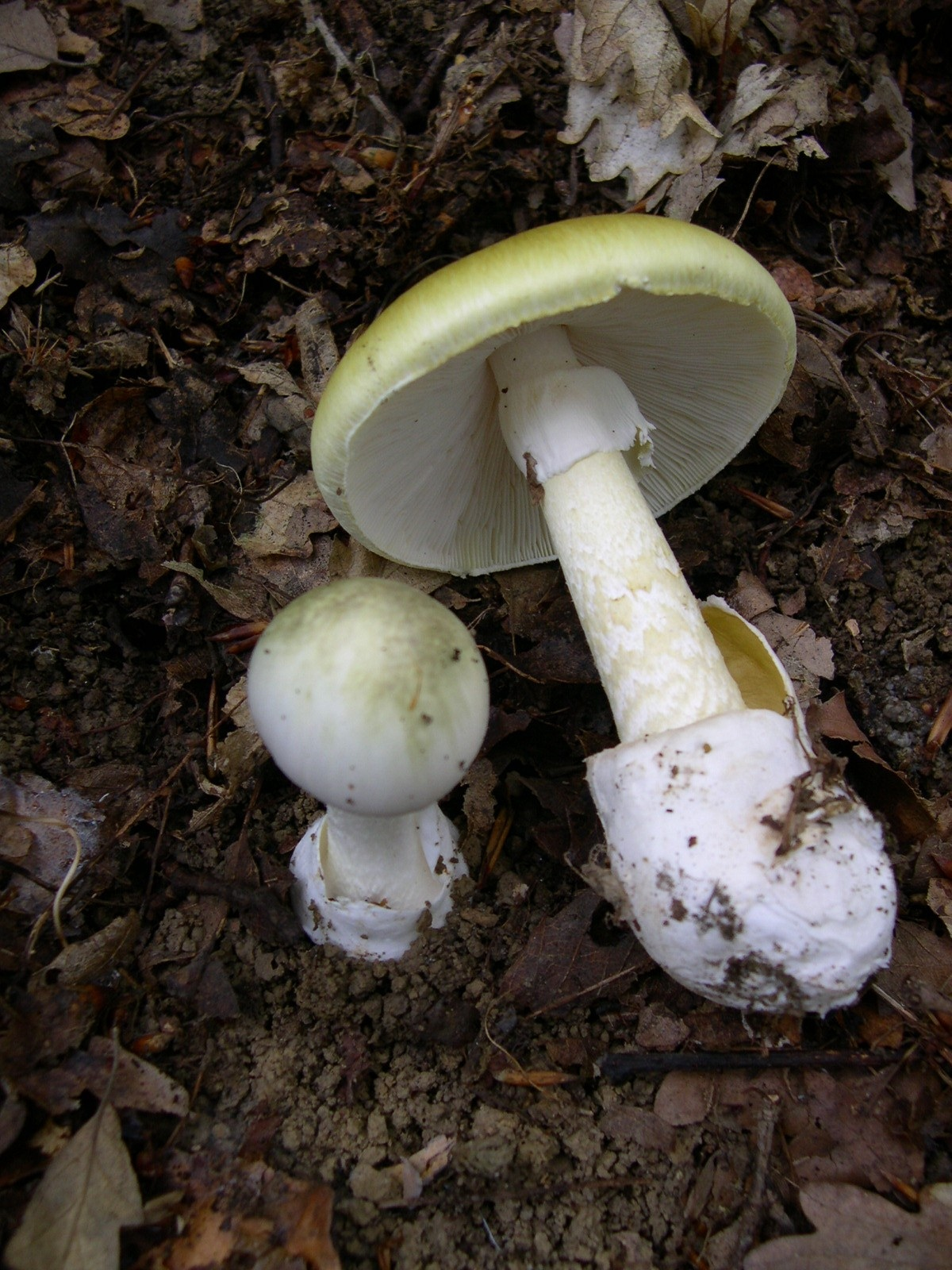
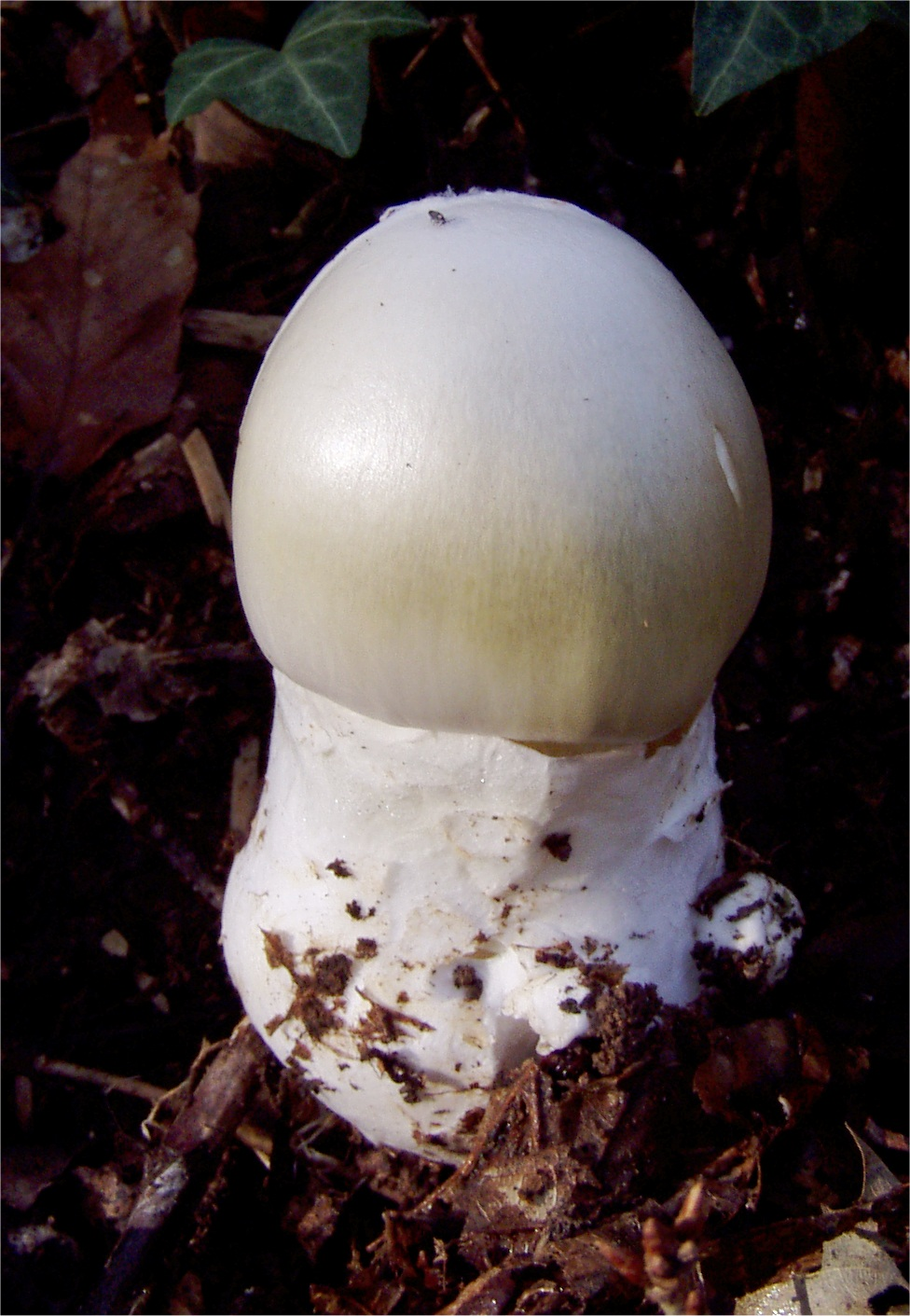